# Miguel Durán Navia
Miguel Durán Navia (Almendralejo, Badajoz, 2 de septiembre de 1995) es un nadador español especializado en las pruebas de medio fondo y fondo.
Consiguió el récord de España de los 400 metros libres en piscina de 50 metros el 22 de marzo de 2016 con una marca de 3:48:96. Ha participado en Mundiales y Europeos, así como los Juegos Olímpicos de Río de Janeiro 2016.